# Vorwerk
Vorwerk es un grupo empresarial diversificado internacionalmente  con sede en Wuppertal, Alemania. La actividad principal es la distribución directa de diversos productos, como electrodomésticos (por ejemplo, aspiradoras), cocinas equipadas o cosméticos. Vorwerk fue fundada en 1883.
Incluye representantes de ventas, la empresa familiar, que está operada como una sociedad limitada, emplea a casi medio millón de personas en más de 60 países en todo el mundo (en 2011). Para el año 2011, la compañía registró unos ingresos de 2367 millones de euros.

## Productos
- Thermomix
- Vorwerk Kobold